# Joaquín Niemann
Joaquín Niemann Zenteno (Talagante, 7 de noviembre de 1998) es un golfista chileno. Fue número 1 en el Ranking Mundial Amateur desde el 17 de mayo de 2017. Ha sido el «mejor golfista de Chile en la historia» según los especialistas internacionales. Con 18 años se convirtió en el sexto jugador chileno en disputar uno de los cuatro majors de golf, el Abierto de los Estados Unidos. Fue el segundo chileno en toda la historia en conseguir la tarjeta de entrada para una temporada completa en PGA Tour, y el primero en ser campeón de un torneo, ganando el torneo Greenbrier Classic en 2019. Participó en los Juegos Olímpicos de Tokio 2020, logrando ubicarse entre los 10 mejores. En 2022, con cerca de $14,571,584 millones de dólares acumulados, Joaquín Niemann era el tercer golfista sudamericano más rico.
Se convirtió en el primer latinoamericano en obtener la medalla McCormack por cerrar el año 2017 como el mejor golfista amateur, ganando invitaciones para disputar el 2018 el Abierto de los Estados Unidos y el Abierto Británico. Es uno de los golfistas jóvenes más talentosos del mundo según los especialistas internacionales, por lo que ha registrado los tiros «hoyo improbable», «swing elástico» y «tiro desde el agua».

## Carrera deportiva

### Etapa juvenil
Niemann se inició en el Club Las Palmas de Lonquén, en Talagante. Ahí, su padre, Jorge Niemann, practicaba como aficionado y él lo acompañaba. Luego se trasladó a Santiago becado por el Sport Francés, hasta que se inscribió en el Club de Polo y Equitación San Cristóbal en 2013, como pupilo de Eduardo Miquel. A partir de octavo básico estudió en el Athletic Study Center, colegio que le dio todas las facilidades para desempeñarse en el deporte.
Así comenzó su explosivo ascenso: entre 2013 y 2018, el talagantino ganó 20 torneos, incluido un Junior Orange Bowl Championship (2014), el Campeonato Sudamericano Juvenil de Golf (2016) y el Abierto Prince of Wales (2016). En 2017, Niemann se convirtió en el número uno del Ranking Mundial Amateur de Golf, con 18 años. Esto le significó recibir la Medalla Mark H McCormack, siendo el primer jugador sudamericano en recibirla. Niemann encabezó el listado mundial desde mayo de ese año y fue el primer latinoamericano en llegar a la cima del Ranking Mundial Amateur, gracias a sus buenas actuaciones a lo largo del 2017 que incluyeron victorias en el Taylor Made-Adidas Golf Junior, en Innisbrook; en el Junior Invitational en Sage Valley; en el Campeonato Internacional de Aficionados de México, el Sergio García Invitational, torneo organizado por el último campeón del Masters de Augusta; y el Junior Invitational, el torneo más importante para menores del mundo.
Niemann también tuvo destacadas apariciones entre los profesionales, disputando el U.S. Open (Erin Hills) y The Greenbrier Classic, donde finalizó 29, con una ronda final de 64 golpes. Además ganó tres eventos con profesionales en Chile. En noviembre de 2017, representando a Chile, logró la medalla de plata en los Juegos Bolivarianos que se disputaron en la localidad de Santa Marta, Colombia. En enero de 2018 ganó el Latin American Amateur Championship, ganando además una invitación para el The Masters del mismo año. Después de varios top ten en grandes torneos del PGA tour, “Joaco” se ganó la membresía asegurada para la temporada 2018-2019 del PGA Tour.

### Etapa profesional
En abril de 2018, debutó como profesional en el PGA Tour con un sexto puesto en el Valero Texas Open, a solo cinco palos de Andrew Landry, ganador de la competencia.
El 15 de septiembre de 2019, Niemann conquistó su primer título PGA Tour, tras adjudicarse el Torneo Greenbrier Classic, dejando en segundo lugar a Tom Hoge, convirtiéndose en el «primer golfista chileno en ganar un torneo PGA». Con esto, además se convirtió en el tercer golfista no estadounidense que gana un torneo PGA con menos de 21 años, tras el español Severiano Ballesteros y el norirlandés Rory McIlroy. En 2021, batió la «marca de la ronda más rápida del Tour Championship» con 113 minutos.En el mismo año participó en los Juegos Olímpicos en Tokio, donde finalizó en el décimo lugar con una tarjeta de -14.
En agosto de 2022, Niemann pasó del PGA Tour al LIV Golfen donde fue nombrado capitán del equipo Torque GC. Esta decisión lo imposibilitó de seguir sumando puntos en el ranking mundial debido a diferencias entre el circuito y el ente regulador de la clasificación.
El 3 de diciembre de 2023 se coronó campeón del Australian Open, torneo perteneciente al European Tour. Gracias a su título se le ofreció una membresía para unirse al circuito, la cual aceptó. De esta forma actualmente puede participar tanto en los torneos de este circuito como en los de LIV Golf, así como también recuperó la posibilidad de sumar puntos para el ranking mundial.
En 2024 obtuvo sus primeros títulos en el LIV Golf. El 4 de febrero se consagró campeón del LIV Golf Mayakoba disputado en Playa del Carmen, en donde terminaría empatado con el español Sergio García con tarjeta de -12, necesitando 4 hoyos de desempate para poder finalmente obtener el título. El 3 de marzo ganó el torneo LIV Golf Jeddah en Arabia Saudita, finalizando con tarjeta de -17.
En diciembre de 2024 gana su primer título en la gira asiática, consagrándose campeón en el "Pif Saudi International" disputado en el Riyadh Golf Club en un electrizante duelo de definición, en Match Play venció al australiano Cameron Smith y al Norteamericano Caleb Surratt 

## Estilo de juego
Su máximo ídolo desde la infancia ha sido el español Sergio García. Su entrenador ha sido el chileno Eduardo Miquel desde 2013, compartido con su compatriota Mito Pereira. Ha tenido como caddie al inglés Dean Elliott entre 2018 y 2020, así como al sudafricano Gary Matthews desde 2020.

### Tiros excéntricos
Registró el «swing elástico»: tiro de salida eficiente y atlético que consiste en aplicar la «empuñadura de motocicleta» y «liberación retardada» del palo —aumentando su impulso y torque—, así como flexibilidad de la columna vertebral. Durante la subida, su peso se transfiere a su pie trasero a medida que su pierna trasera se endereza para voltear las caderas. Mientras tanto, sus hombros giran formando un ángulo obtuso con la horizontal. Durante la bajada, cambia su peso sobre los dedos de los pies y flexiona las piernas. Forzando los músculos centrales, realiza un giro vehemente del tronco mientras mantiene la postura, su pelvis se queda atrás y su cabeza baja levemente desde donde partió. Lo configuró durante su etapa juvenil en los años 2010 y lo empleó solo al comienzo de su carrera para evitar lesiones óseas por el aumento natural de la rigidez del cuerpo.
Registró el «hoyo improbable»: emboque de alta dificultad que consiste en tirar al green realizando un «globo» con un wedge sin tener a la vista la bandera por un obstáculo natural —localizándola mediante la orientación—; improvisando inspirado por el «approach ciego» del golf, propiciado por el alivio de una «bola injugable» sobre la calle de un hoyo cercano desde 62 yardas el 15 de octubre de 2021 en The CJ Cup, realizada en Las Vegas (Estados Unidos), y bautizado por el PGA Tour con la adjetivación que define algo con buenas razones para no creer que sucederá. Registró el «tiro desde el agua»: tiro que consiste en golpear con un wedge sobre arena desde la orilla de una playa durante el retroceso de las olas manteniendo un pie descalzo dentro del mar para aumentar la fricción; improvisando propiciado al sobrepasar la pelota el green y caer al mar Rojo sin quedar tapada el 15 de octubre de 2023 en el LIV Golf Jeddah, realizado en Yeda (Arabia Saudita), y bautizado por el LIV Golf aludiendo a la superficie para ejecutarlo.

## Vida personal
Los grandes referentes de Niemann en el golf son el estadounidense Tiger Woods y el norirlandés Rory McIlroy. Además, es hincha del club de fútbol chileno Universidad Católica y del español Real Madrid, practica karting en sus momentos de ocio con amigos, y es un admirador de sus compatriotas Alexis Sánchez y del extenista Marcelo Ríos.

## Resultados

### Triunfos profesionales (16)

#### PGA Tour (2)
| Núm. | Fecha                    | Torneo               | Puntuación ganadora | A par | Margen de victoria | Subcampeón                     |
| ---- | ------------------------ | -------------------- | ------------------- | ----- | ------------------ | ------------------------------ |
| 1    | 15 de septiembre de 2019 | Greenbrier Classic   | 65-62-68-64= 259    | −21   | 6 golpes           | Tom Hoge                       |
| 2    | 20 de febrero de 2022    | Genesis Invitational | 63-63-68-71= 265    | −19   | 2 golpes           | Cameron Young, Collin Morikawa |

#### DP World Tour (1)
DP World Tour (1)
DP World Tour (1)
| Núm. | Fecha                 | Torneo                    | Puntuación ganadora | A par | Margen de victoria         | Subcampeón                      |
| ---- | --------------------- | ------------------------- | ------------------- | ----- | -------------------------- | ------------------------------- |
| 1    | 4 de febrero de 2024  | LIV Golf Mayakoba         | 59-72-70= 201       | -12   | Empate (gana en desempate) | Sergio García                   |
| 2    | 3 de marzo de 2024    | LIV Golf Jeddah           | 63-64-66= 193       | -17   | 4 golpes                   | Louis Oosthuizen                |
| 3    | 16 de febrero de 2025 | LIV Golf Adelaida         | 67-71-65= 203       | -13   | 3 golpes                   | Abraham Ancer Carlos Ortiz      |
| 4    | 16 de marzo de 2025   | LIV Golf Singapore        | 67-64-65= 196       | -17   | 5 golpes                   | Brooks Koepka                   |
| 5    | 27 de abril de 2025   | LIV Golf Ciudad de México | 68-64-65= 197       | -16   | 3 golpes                   | Lucas Herbert Bryson DeChambeau |
| 6    | 8 de junio de 2025    | LIV Golf Virginia         | 67-68-63= 198       | -15   | 1 golpe                    | Graeme McDowell Anirban Lahiri  |

| Núm. | Fecha                  | Torneo          | Puntuación ganadora | A par | Margen de victoria           | Subcampeón     |
| ---- | ---------------------- | --------------- | ------------------- | ----- | ---------------------------- | -------------- |
| 1    | 3 de diciembre de 2023 | Australian Open | 66-69-70-66= 271    | −14   | Empate (desempate -1 golpes) | Rikuya Hoshino |

#### Asian Tour (1)
| Núm. | Fecha                  | Torneo                  | Puntuación ganadora | A par | Margen de victoria           | Subcampeón                 |
| ---- | ---------------------- | ----------------------- | ------------------- | ----- | ---------------------------- | -------------------------- |
| 1    | 7 de diciembre de 2024 | Pif Saudi International | 65-66-65-67=263     | −21   | Empate (desempate -1 golpes) | Caleb Surrat Cameron Smith |

#### Otros (7)
| Núm. | Fecha                    | Torneo                              | Puntuación ganadora | A par | Margen de victoria | Subcampeón                      |
| ---- | ------------------------ | ----------------------------------- | ------------------- | ----- | ------------------ | ------------------------------- |
| 1    | 13 de noviembre de 2016  | Abierto Las Brisas de Santo Domingo | 68-68-73= 209       | -7    | 1 golpe            | Hugo León, Juan Cerda           |
| 2    | 29 de enero de 2017      | Abierto de Granadilla               | 66-64-70-72= 272    | -16   | 5 golpes           | Antonio Costa                   |
| 3    | 26 de marzo de 2017      | Abierto Los Lirios                  | 67-67-67-69= 270    | -18   | 9 golpes           | Luis Figueroa                   |
| 4    | 11 de septiembre de 2017 | Abierto Las Brisas de Chicureo      | 66-69-68= 203       | -13   | 1 golpe            | Juan Cerda                      |
| 5    | 17 de diciembre de 2017  | Abierto Club de Polo                | 66-65-70= 201       | -15   | Playoff            | Mito Pereira                    |
| 6    | 11 de marzo de 2018      | Abierto La Dehesa                   | 64-69-68= 201       | -15   | 5 golpes           | Matías Calderón, Ignacio Marino |
| 7    | 2 de diciembre de 2018   | Abierto Club de Golf Los Leones     | 63-68-66-66= 263    | -25   | 14 golpes          | Mito Pereira                    |

### Triunfos amateurs (25)
| Núm. | Fecha                    | Torneo                                       | Puntuación ganadora | A par | Margen de victoria | Subcampeón                  |
| ---- | ------------------------ | -------------------------------------------- | ------------------- | ----- | ------------------ | --------------------------- |
| 1    | ? de enero de 2013       | Abierto de Golf Pocuro Temuco                |                     |       |                    |                             |
| 2    | 27 de septiembre de 2013 | Campeonato Sudamericano Pre Juvenil          | 71-69-80-76= 296    | 8     | 14 golpes          | Felipe Strobach             |
| 3    | 3 de octubre de 2013     | Torneo Argentino Menores de 15               | ?-?-?= 229          | 13    |                    |                             |
| 4    | 20 de julio de 2014      | Optimist International Junior Championships  | 69-70-66= 205       | -11   | 5 golpes           | Andrew Kozan                |
| 5    | 30 de noviembre de 2014  | Abierto Club de Polo San Cristóbal           | 67-76-72= 215       | -7    | 4 golpes           | Gabriel Morgan Birke        |
| 6    | 30 de diciembre de 2014  | Junior Orange Bowl Championship              | 67-71-72-67= 277    | -7    | 2 golpes           | Yechun Carl Yuan            |
| 7    | 8 de febrero de 2015     | Abierto Las Brisas de Santo Domingo          | 72-72-69-75= 288    | -4    | 1 golpe            | Tomás Gana                  |
| 8    | 17 de julio de 2015      | IMG Academy Junior World Championships       | 76-73-66-70= 285    | -3    | 1 golpe            | Sahith Theegala             |
| 9    | 23 de agosto de 2015     | Campeonato Juvenil de Chile                  | 67-65-64= 196       | -15   | 13 golpes          | Tomás Gana, Gastón Romero   |
| 10   | 17 de septiembre de 2015 | Canadian International Junior Challenge      | 71-69-68= 208       | -8    | 11 golpes          | Coby Blue Cartwright        |
| 11   | 13 de diciembre de 2015  | Abierto Sport Francés                        | 69-68-67= 204       | -11   | 7 golpes           | Gabriel Morgan Birke        |
| 12   | 24 de febrero de 2016    | Abierto Alfredo Schüler von Delitz           | ?-?-?-?= 212        |       | 10 golpes          | Tomás Gana                  |
| 13   | 2 de abril de 2016       | Campeonato Sudamericano Juvenil              | 66-64-65-66= 261    | -19   | 21 golpes          | Julián Périco               |
| 14   | 7 de mayo de 2016        | Sergio García Foundation Junior Invitational | ?-?-?= 139          | -5    |                    |                             |
| 15   | 17 de junio de 2016      | Toyota Junior World Cup                      | 68-71-66-62= 267    | -17   | 5 golpes           | Dylan Naidoo                |
| 16   | 15 de julio de 2016      | IMG Academy Junior World Championships       | 70-72-67-67= 276    | -12   | 8 golpes           | Joshua Armstrong            |
| 17   | 29 de agosto de 2016     | Campeonato Juvenil de Chile                  | 68-69-71= 208       | -8    | 10 golpes          | Pablo Duster                |
| 18   | 6 de noviembre de 2016   | Prince of Wales Country Club                 | 72-66-71= 209       |       | 3 golpes           | Matías Domínguez            |
| 19   | 11 de diciembre de 2016  | Abierto Sport Francés                        | 69-70-70= 209       |       | 5 golpes           | Mateo Fernández de Oliveira |
| 20   | 2 de abril de 2017       | Abierto Las Araucarias                       | 68-72-64= 204       |       | 6 golpes           | Lucas Rosso                 |
| 21   | 16 de abril de 2017      | TaylorMade-adidas Golf Junior at Innisbrook  | 73-67-68= 208       | -5    | 8 golpes           | Fred Biondi                 |
| 22   | 22 de abril de 2017      | Junior Invitational at Sage Valley           | 67-70-67= 204       | -12   | 4 golpes           | Austin Eckroat              |
| 23   | 5 de mayo de 2017        | Sergio García Foundation Junior Championship | ?-?-?= 146          | 2     |                    |                             |
| 24   | 11 de junio de 2017      | Campeonato Internacional de Aficionados      | 71-70-68-66= 275    |       | 8 golpes           | Jorge Villar                |
| 25   | 23 de enero de 2018      | Latin America Amateur Championship           | 74-64-72-63= 273    |       | 5 golpes           | Álvaro Ortíz                |

### Resultados en los Majors
| Torneo               | 2017 | 2018 | 2019 | 2020 | 2021 | 2022 | 2023 | 2024 |
| -------------------- | ---- | ---- | ---- | ---- | ---- | ---- | ---- | ---- |
| Masters Tournament   |      | CUT  |      |      | T40  | T35  | T16  | T22  |
| US Open              | CUT  |      |      | T23  | T31  | T47  | T32  |      |
| Abierto Británico    |      |      | CUT  | NT   | T59  | T53  | CUT  |      |
| Campeonato de la PGA |      | T71  | CUT  | CUT  | T30  | T23  | CUT  | T39  |

CUT = No pasó el corte.

DQ = Descalificado.

T = Empatado con otros.

NT = No hubo torneo.

     No participó.

     Puesto entre los 10 primeros (top 10).

### Resultados en la Serie Mundial de Golf
| Torneo           | 2020 | 2021 |
| ---------------- | ---- | ---- |
| WGC Championship |      | T28  |
| WGC Match Play   | NT   | T18  |
| WGC Invitational | T52  | T17  |
| WGC Champions    | NT   |      |

CUT = No pasó el corte.

DQ = Descalificado.

T = Empatado con otros.

NT = No hubo torneo.

     No participó.

     Puesto entre los 10 primeros (top 10).

## Participaciones en equipo
- 2016: Eisenhower Trophy (Chile)
- 2019: Presidents Cup (Equipo Internacional)

## Distinciones individuales
| Distinción                                                                   | Año  |
| ---------------------------------------------------------------------------- | ---- |
| Mejor Golfista del año según el Círculo de Periodistas Deportivos de Chile   | 2016 |
| Mejor Golfista del año según el Círculo de Periodistas Deportivos de Chile   | 2017 |
| Medalla Mark H McCormack por el World Amateur Team Golf Ranking              | 2017 |
| Mejor Golfista del año según el Círculo de Periodistas Deportivos de Chile   | 2018 |
| Mejor Deportista del año según el Círculo de Periodistas Deportivos de Chile | 2018 |
| Mejor Golfista del año según el Círculo de Periodistas Deportivos de Chile   | 2019 |
| Mejor Deportista del año según el Círculo de Periodistas Deportivos de Chile | 2019 |